# Milan Navara
Milan Navara (5. září 1928, Prostřední Suchá – 16. srpna 2013, Praha) byl československý fotbalový trenér a jeden z nejznámějších českých fotbalových teoretiků. Byl proděkanem FTVS UK a asistent katedry sportovních her. Držitel Ceny dr. V. Jíry za rok 2003.

## Trenérská kariéra
V sezóně 1969–1970 působil v lize jako trenér Sparty Praha.
V letech 1963–1974 působil jako hlavní metodik fotbalového oddílu Sparta Praha. Od roku 1982 byl šéfem metodické komise fotbalového svazu.